# Drosophila ashburneri
Drosophila ashburneri är en tvåvingeart som beskrevs av Léonidas Tsacas 1984. Drosophila ashburneri ingår i släktet Drosophila och familjen daggflugor.
Artens utbredningsområde är Komorerna.